# ソルベイ小屋

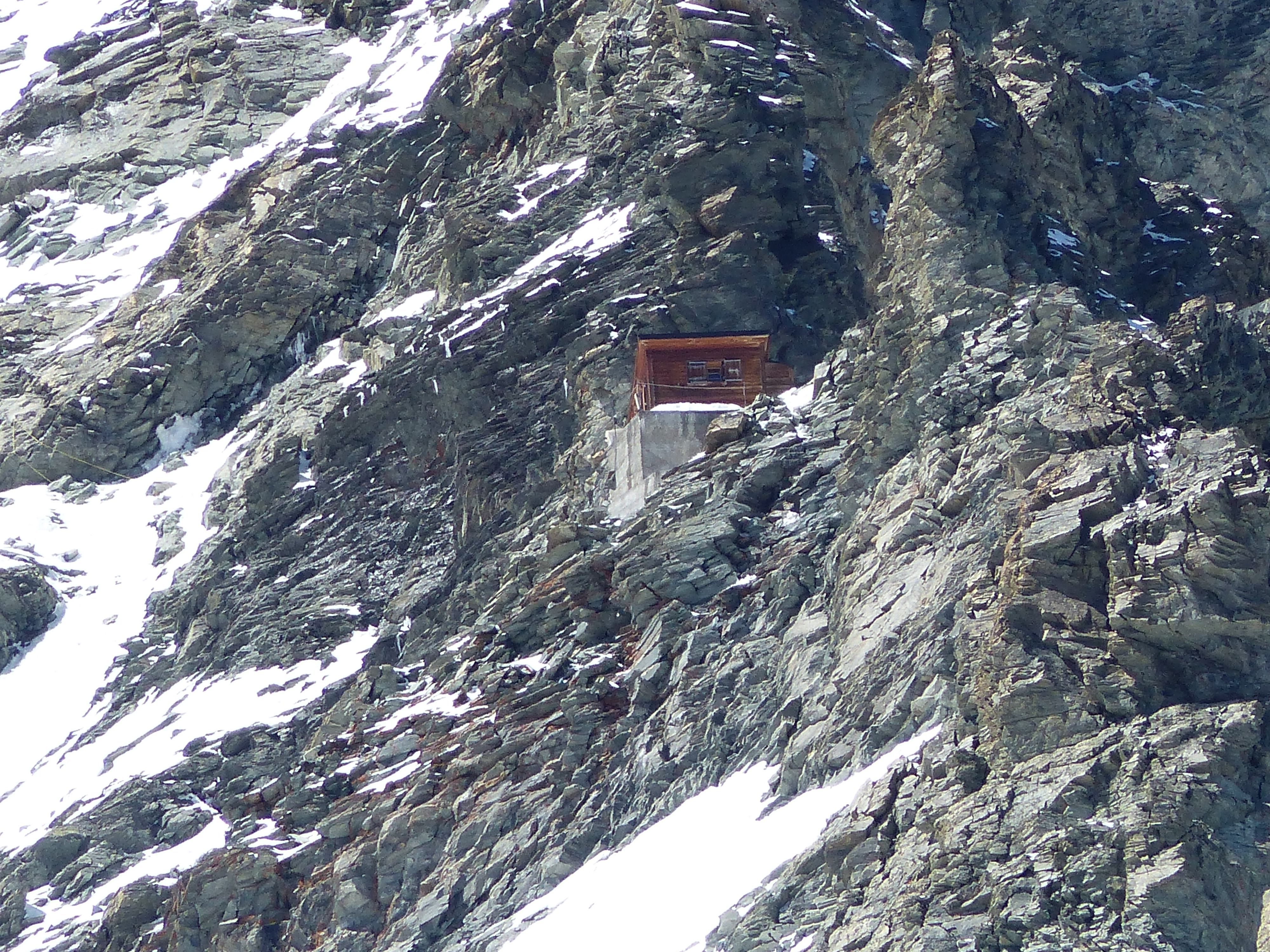
ソルベイ小屋

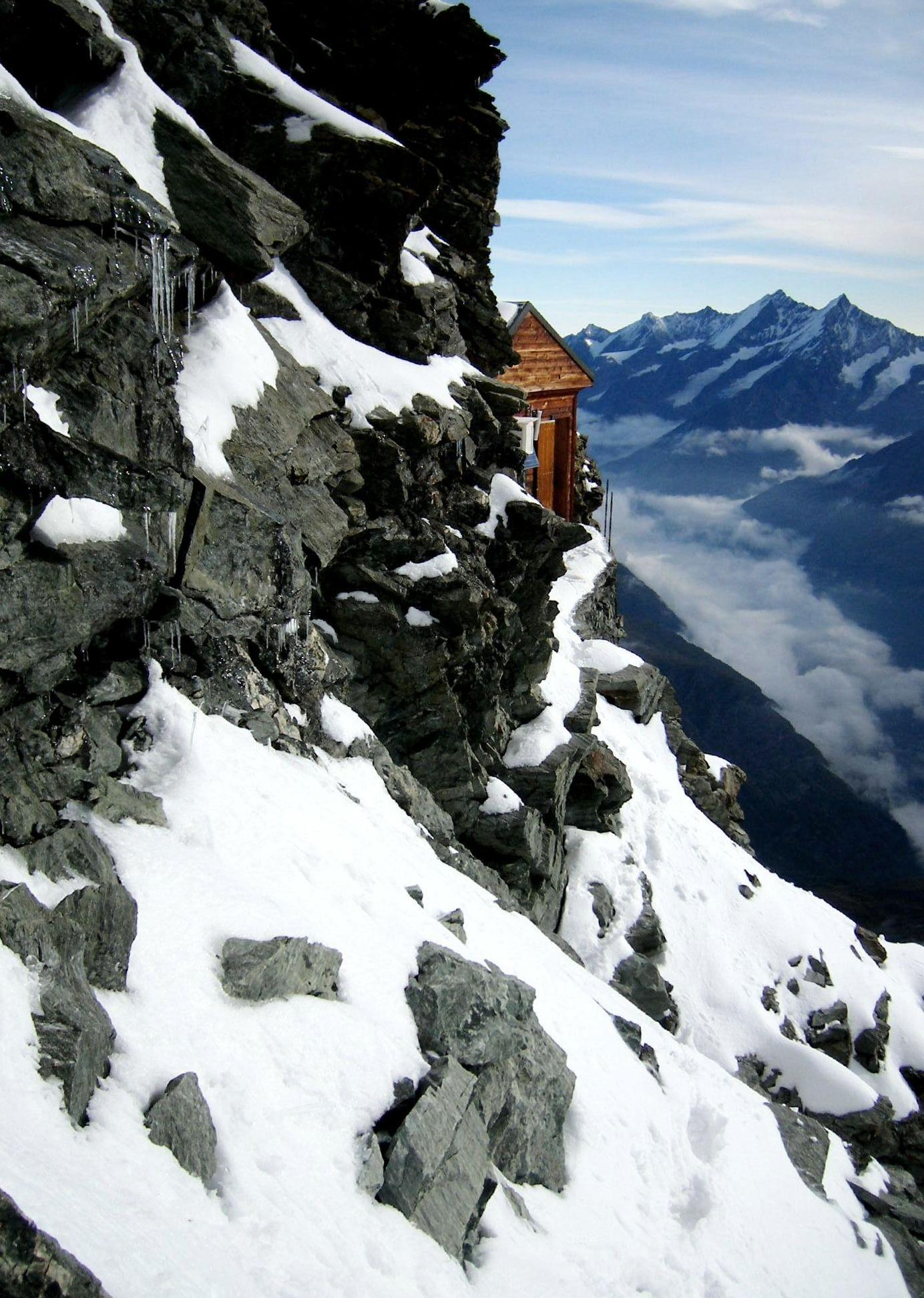
側面

ソルベイ小屋（ドイツ語：Solvayhütte、英語：Solvay Hut）は、スイスヴァレー州ツェルマットのマッターホルン山から北東に伸びるヘルンリ尾根にある山小屋である。標高 4,003メートルに位置する。スイスアルペンクラブが所有し、緊急時のみの使用に限られている。同じ尾根の下には、山頂へのルートの出発点となるヘルンリ小屋がある。
ソルベイ小屋は、同じ尾根ルートで達成したマッターホルンの初登頂から50年後の1917年に建設された。現在では10人分の収容スペースと無線電話が設置されている。小屋の名は、出資者でありベルギーの化学者で実業家のエルネスト・ソルベーにちなむ。
ソルベイ小屋の建築資材は、ヘルンリ小屋からケーブルで運ばれた。また、1966年に改築され、1976年に緊急用電話が設置された。